# Prime editing
Prime editing er en 'søg-og-erstat' genomredigeringsteknologi i molekylærbiologi, hvormed genomet hos levende organismer kan ændres. Teknologien skriver dermed direkte ny genetisk information ind på et målrettet DNA-sted (også kaldet 'targeted DNA'). Den anvender et fusionsprotein, bestående af en katalytisk inaktiveret Cas9 endonuklease, der er fusioneret med et modificeret revers transkriptase-enzym, samt en prime editing guide-RNA (pegRNA), der kan identificere målsekvensen og levere den nye genetiske information og erstatter target DNA-nukleotider. Det muliggør målrettede insertioner, deletioner og base-til-base-konverteringer uden behov for dobbelthelix-brud (DSBs) eller donorskabelon-DNA.
Teknologien har tiltrukket sig opmærksomhed i medierne på grund af dens potentielle anvendelser i medicinsk- og plante genetik.
Den benytter og bygger på lignende genteknologiske metoder, som CRISPR/Cas9 og base editors. Prime editing er blevet anvendt på dyremodeller mod genetiske sygdomme og planter.

## Genomredigering

### Komponenter
Prime editing involverer tre hovedkomponenter:
- En prime editing guide RNA (pegRNA), som (i) identificerer målsekvensen, og (ii) koder for ny genetisk information, der skal erstatte den. pegRNA består af en udvidet single guide RNA (sgRNA), som indeholder et primer-bindingssted (PBS) og en revers transkriptase (RT)-skabelonsekvens. Under redigering muliggør PBS hybridisering med den 3’-ende af den klippede DNA-streng, og RT-skabelonen bruges til syntese af den redigerede sekvens.[1]
- Et fusionsprotein bestående af en Cas9 H840A nickase fusioneret med en Moloney Murine Leukemia Virus (M-MLV) revers transkriptase.[1][6][7]
  - Cas9 H840A nickase: Cas9 indeholder to nuklease-domæner, RuvC og HNH. HNH inaktiveres ved substitution af histidin til alanin i position 840, hvilket resulterer i et enzym, der kun laver enkeltstrenget klipning – en såkaldt nickase.[8]
  - M-MLV revers transkriptase: et enzym, der syntetiserer DNA ud fra enkeltstrenget RNA.[1]
- En sgRNA, der leder Cas9 H840A til at klippe den ikke-redigerede DNA-streng.[1]

### Mekanisme
Genomredigering sker ved transfektion af celler med pegRNA og fusionsproteinet. Transfektion opnås ofte ved introduktion af vektorer. Når de er kommet ind i cellen, laver fusionsproteinet et enkelt klip i DNA, hvilket genererer en 3’-hydroxyl gruppe, der bliver brugt til at initiere revers transkription af den enkelstrengede RNA af pegRNA. Dette skaber en intermediær, en såkaldt 3’-flap (redigeret DNA) og en 5’-flap (original DNA). 5’-flappen fjernes, og 3’-flappen ligeres, hvilket danner en heteroduplex med én redigeret og én uredigeret streng. Herefter aktiveres cellens egen DNA mismatch repair (MMR) med to mulige udfald: (i) den redigerede streng kopieres, og redigeringen er permanent; (ii) den uredigerede information genskabes, og redigeringen mistes.

## Udviklingsproces
Under udviklingen af teknologien blev der udført flere modifikationer på de forskellige komponenter for at øge effektiviteten.

### Prime editor 1
I det første system blev en vildtype reverse transkriptase fra Moloney Murine Leukemia Virus (M-MLV) fusioneret til C-terminalen af Cas9 H840A-nickasen. Der blev observeret målbar redigeringseffektivitet.

### Prime editor 2
For at forbedre DNA-RNA-affiniteten, enzymets processivitet og termostabilitet blev fem aminosyresubstitutioner indført i M-MLV-reverse transkriptasen. Den muterede M-MLV RT blev derefter inkorporeret i PE1, hvilket gav anledning til (Cas9 (H840A)-M-MLV RT(D200N/L603W/T330P/T306K/W313F)). Der blev observeret en forbedring i effektivitet i forhold til PE1.

### Prime editor 3
På trods af sin øgede effektivitet kan den redigering, der indsættes af PE2, stadig fjernes som følge af DNA mismatch-reparation af den redigerede streng. For at undgå dette problem under opløsningen af DNA-heteroduplekset introduceres en ekstra single guide RNA (sgRNA). Denne sgRNA er designet til at matche den redigerede sekvens, som pegRNA’en har indført, men ikke den oprindelige allel. Den leder Cas9-nickase-delen af fusionsproteinet til at lave et snit i den uredigerede streng ved et nærliggende sted, modsat det oprindelige snit. Snittet i den uredigerede streng får cellens naturlige reparationssystem til at kopiere informationen fra den redigerede streng over i den komplementære streng, hvilket installerer redigeringen permanent. Der er dog ulemper ved dette system, da snit i den ikke-redigerede streng kan føre til yderligere uønskede indels. 

### Prime editor 4
Prime editor 4 benytter den samme maskine som PE2, men inkluderer også et plasmid, der koder for det dominant-negative MMR-protein MLH1. Dominant-negativ MLH1 er i stand til at "slå" det endogene MLH1 ud ved hæmning, hvilket reducerer cellens MMR-respons og øger effektiviteten af prime editing.

### Prime editor 5
Prime editor 5 benytter den samme maskine som PE3, men inkluderer ligesom PE4 et plasmid, der koder for det dominant-negative MLH1. Dette muliggør, ligesom i PE4, en nedregulering af den endogene MMR-respons og forbedrer dermed effektiviteten af prime editing.

### Nuklease Prime Editor
Denne variant bruger Cas9-nuklease i stedet for Cas9(H840A)-nickase. Den kræver kun én pegRNA, da nukleasen skaber et dobbeltstrengsbrud direkte.

### Twin prime editing
Twin prime editing (twinPE) rapporteret i 2021 gør det muligt at indsætte store DNA-sekvenser – såsom hele gener – ved brug af to pegRNA'er og ét prime editor-protein.

## Historie
Prime editing blev udviklet i David R. Lius laboratorium på Broad Institute og blev offentliggjort i Anzalone et al. (2019). Siden da har prime editing og forskningen bag modtaget bred anerkendelse i det videnskabelige samfund, og er blevet kaldt "revolutionerende" samt en vigtig del af fremtidens genredigering.

### Udvikling af epegRNA'er
Effektiviteten af prime editing kan forbedres ved brug af konstruerede pegRNA'er (epegRNA'er). Et almindeligt problem med traditionelle pegRNA'er er nedbrydning af deres 3’-ende, hvilket reducerer effektiviteten. epegRNA'er har derfor en struktureret RNA-motiv tilføjet i 3’-enden for at forhindre nedbrydning.

## Implikationer
Selvom der stadig er behov for mere forskning for at forbedre effektiviteten, tilbyder prime editing betydelige forbedringer i forhold til andre genredigeringsværktøjer. Teknologien kan potentielt rette størstedelen af sygdomsfremkaldende alleer, eftersom den kan reparere insertioner, deletioner og nukleotidudskiftninger.

### Fordele
Prime editing-værktøjet har flere fordele i forhold til traditionelle genredigeringsteknologier. CRISPR-redigeringer er afhængige af ikke-homolog endesammenføjning (NHEJ) eller homologirettet reparation (HDR) til at reparere brud i DNA, mens prime editing-systemet benytter DNA mismatch-reparation. Dette er en vigtig egenskab ved teknologien, eftersom reparation via NHEJ og HDR ofte genererer uønskede og tilfældige insertioner eller deletioner (INDELs). Disse biprodukter gør det vanskeligere at finde de celler, som indeholder den ønskede ændring.
Prime editing-systemet introducerer enkeltstrengsbrud i DNA i stedet for dobbeltstrengsbrud, som ses ved andre redigeringsværktøjer som base editors. Tilsammen tilbyder base editing og prime editing komplementære styrker og svagheder, når det gælder målrettede transition-mutationer. Base editors har en højere redigeringseffektivitet og færre INDEL-biprodukter, hvis den ønskede ændring er en transition-mutation og der findes en PAM-sekvens cirka 15 baser fra målområdet. Men da prime editing ikke kræver en præcist placeret PAM-sekvens for at målrette en nukleotidsekvens, tilbyder den større fleksibilitet og præcision i redigeringen. Bemærkelsesværdigt er det, at prime editors muliggør alle typer af substitutioner, herunder både transitions og transversioner, i målsekvensen.
Cytosin-base editing og adenin-base editing kan allerede udføre præcise base transitioner, men der har hidtil ikke været gode muligheder for base transversioner. Prime editing muliggør transversioner med god anvendelighed. PE kan indsætte op til 44 basepar, slette op til 80, eller kombinere begge dele.
Da prime editing-systemet involverer tre separate DNA-bindingsbegivenheder (mellem (i) guide-sekvensen og mål-DNA’et, (ii) primerbindingsstedet og mål-DNA’et, og (iii) 3’-enden af den klippede DNA-streng og pegRNA’en), har man foreslået, at det giver færre uønskede off-target-effekter end CRISPR/Cas9.

### Begrænsninger
Der er stor interesse for at anvende genredigering til behandling af sygdomme med en genetisk komponent. Dog er der en række udfordringer forbundet med denne tilgang. En effektiv behandling ville kræve redigering af et stort antal målceller, hvilket igen kræver en effektiv leveringsmetode og høj vævsspecificitet.
Fra og med 2019 ser prime editing lovende ud for relativt små genetiske ændringer, men der er behov for mere forskning for at vurdere, om teknologien er effektiv til større ændringer såsom målrettede insertioner og deletioner. Større genetiske ændringer ville kræve en længere RT-skabelon, hvilket kan hæmme en effektiv levering af pegRNA til målcellerne. Desuden kan en pegRNA med en lang RT-skabelon være mere sårbar over for skader forårsaget af cellens egne enzymer. Prime editing i planter lider af lav effektivitet – fra nul til få procent – og kræver betydelige forbedringer.
Nogle af disse begrænsninger er blevet afhjulpet af nyere forbedringer af prime editors, herunder sekvenser (motiver), der beskytter pegRNA'er mod nedbrydning. Yderligere forskning er nødvendig, før prime editing kan anvendes til at korrigere sygdomsfremkaldende alleler hos mennesker. Forskning har også vist, at hæmning af visse MMR-proteiner, herunder MLH1, kan forbedre effektiviteten af prime editing. 

### Leveringsmetoder
Levering af prime editing kræver introduktion af både protein og RNA i levende celler. En mulig metode er brug af virale vektorer, f.eks. adeno-associated virus (AAV), som har lav immunogenicitet. Dog er AAV's pakkekapacitet begrænset til ~4,4 kb, hvilket er mindre end SpCas9-reverse transcriptase-fusionen (6,3 kb) uden pegRNA. Derfor har man haft succes med at splitte redigeringssystemet i to AAV-vektorer eller bruge adenovirus, som har større pakkekapacitet.

## Anvendelser
Prime editing kan bruges i gene drives, f.eks. i det såkaldte ClvR-system, hvor PE anvendes til at deaktivere specifikke gener.
PE er blandt de nyligt introducerede teknologier, som muliggør overførsel af single-nukleotid-polymorfier (SNP'er) fra én individuel afgrødeplante til en anden. PE er præcis nok til at kunne genskabe en vilkårlig SNP i et vilkårligt mål, herunder deletioner, insertioner og alle 12 punktmutationer – uden samtidig at skulle udføre et dobbeltstrenget brud eller bruge en donorskabelon.